# Ліллі Шольц
Ліллі Шольц  (нім. Lilly Scholz, 18 квітня 1903 — ?) — австрійська фігуристка, олімпійська медалістка.

## Виступи на Олімпіадах
| Олімпіада        | Дисципліна    | Місце |
| ---------------- | ------------- | ----- |
| Санкт-Моріц 1928 | парне катання | 2     |